# Gerlind Schwöbel
Gerlind Schwöbel (* 24. Dezember 1926 in Sterkrade als Gerlind Zitelmann; † 12. April 2010 in Frankfurt am Main) war eine evangelische Theologin und Schriftstellerin. 1954 heiratete sie Pfarrer Karl Schwöbel (1925–2007) und wurde nach den damaligen Gesetzen der Evangelischen Kirche in Hessen und Nassau (EKHN) aus dem Vikariatsdienst entlassen. Erst nach einer Gesetzesänderung wurde sie am 22. März 1970 in der Frankfurter Katharinenkirche als eine der ersten verheirateten Frauen in der EKHN zur Pfarrerin ordiniert. Nach ihrer Pensionierung 1990 konzentrierte sie sich auf historische und biographische Forschungen, für die sie 2005 das Bundesverdienstkreuz und 2006 die Würde eines Ehrendoktors des Fachbereichs Theologie der Johann Wolfgang Goethe-Universität Frankfurt am Main erhielt.

## Leben
Gerlind Zitelmann wuchs als eines von sechs Kindern in einem evangelischen Pfarrhaus auf. Ihr jüngerer Bruder ist der Schriftsteller und Theologe Arnulf Zitelmann. 1944 begann sie gegen den Willen ihrer Eltern ein Studium der Theologie an der Universität Gießen, das sie bald unterbrechen musste, weil sie für „kriegswichtige Tätigkeiten“ im Rahmen des Totalen Krieges dienstverpflichtet wurde.
Nach Kriegsende arbeitete sie zunächst in der Jugendarbeit und als Lehrerin für Englisch und Religion, ehe sie ab 1946 ihr Studium an der Universität Marburg fortsetzen konnte. 1951 legte sie ihr theologisches Staatsexamen als beste ihres Jahrgangs ab und wurde für die zweite Ausbildungsphase am Theologischen Seminar Herborn aufgenommen. Nach dem zweiten Staatsexamen 1953 wurde sie als Nachfolgerin der verstorbenen Katharina Staritz Vikarin für Frauenarbeit in Frankfurt am Main. Weil sie schon verlobt war, konnte sie nach dem damaligen Dienstrecht der EKHN nicht als Pfarrerin ordiniert und in das Beamtenverhältnis übernommen werden. Selbst ihre Angestelltenstelle durfte sie nach der Heirat mit Pfarrer Karl Schwöbel nicht behalten. 1954 erklärte ihr die Kirchenleitung „Eine Pfarrersfrau gehört in die Gemeinde ihres Mannes. Da Sie beide von zarter Konstitution sind, erscheint es ratsam, daß Sie, Frau Schwöbel, Ihre Hauptkraft darauf verwenden, Ihrem Mann bei der Arbeit zur Hand zu gehen!“ und entließ sie „mit Gottes Segen“ aus dem Amt.
Gerlind Schwöbel blieb ehrenamtlich in der Frauenarbeit tätig und arbeitete ab 1956 als Religionslehrerin in Frankfurt, Bad Nauheim, Bad Salzuflen und ab 1965 wieder in Frankfurt. Nach einer Gesetzesänderung wurde sie am 22. März 1970 als eine der ersten verheirateten Frauen in der EKHN zur Pfarrerin ordiniert, erhielt aber keine Pfarrstelle. 1974 wurde sie als Dozentin für Glaubenslehre, Bibelkunde und Kirchengeschichte an die Fachschule für Sozialpädagogik in Frankfurt berufen. Erst ab 1983 wurde sie als Pfarrerin auf einer Teilzeitstelle beschäftigt, aber nicht als Beamtin übernommen.
Gerlind Schwöbel ist Mutter von zwei Söhnen, darunter dem Theologen Christoph Schwöbel.

## Werke
Nach ihrer Pensionierung 1990 erforschte sie die Geschichte von christlichen Widerstandskämpferinnen gegen den Nationalsozialismus, damit deren Biographien nicht in Vergessenheit gerieten. 1991 veröffentlichte sie die erste Biographie von Katharina Staritz, 1993 eine Biographie von Hildegard Schaeder. 2001 erschien Allein dem Gewissen verpflichtet, eine Sammlung von Biographien Frankfurter Frauen, 2002 Nur die Hoffnung hielt mich mit Erlebnisberichten von Frauen aus dem KZ Ravensbrück. 2004 verfasste sie einen Erinnerungsband zum 200-jährigen Jubiläum des Frankfurter Philanthropins und 2007, als letztes Werk, eine Biographie der Pietistin Eleonore von Merlau zu Merlau als fiktiven Dialog mit Philipp Jakob Spener und Johann Jakob Schütz.

## Ehrungen
2002 verlieh ihr der Evangelische Regionalverband Frankfurt die Philipp-Jakob-Spener-Medaille. 2005 erhielt sie das Bundesverdienstkreuz am Bande für ihre biographischen Forschungen, welche die „mutigen, aber leisen Vertreterinnen der Bekennenden Kirche dem Vergessen entreißen“. 2006 verlieh ihr der Fachbereich Theologie der Johann Wolfgang Goethe-Universität Frankfurt die theologische Ehrendoktorwürde.